# Cantó de Cluses
El cantó de Cluses és un cantó del departament francès de l'Alta Savoia, a la regió d'Alvèrnia-Roine-Alps. Està inscrit al districte de Bonneville, té 5 municipis i el cap cantonal és Cluses.

## Municipis
- Arâches-la-Frasse
- Châtillon-sur-Cluses
- Cluses
- Magland
- Saint-Sigismond

## Història
| Data d'elecció                           | Identitat        | Partit        | Qualitat |
| ---------------------------------------- | ---------------- | ------------- | -------- |
| 1949-1979                                | M. Rouxel        | Divers droite |          |
| 1979-2011                                | Pierre Devant    | Divers droite |          |
| 2011-                                    | Jean-Louis Mivel | Divers droite |          |
| les dades anteriors no són pas conegudes |                  |               |          |
|                                          |                  |               |          |